# Alzina de Can Mimó
L'Alzina de Can Mimó (Quercus ilex) és un arbre que es troba a Vacarisses (el Vallès Occidental).

## Dades descriptives
- Perímetre del tronc a 1,30 m: 3,65 metres (a 1 metre de terra, per sota l'enforcadura).
- Alçada: 12,2 metres.
- Amplada de la capçada: 16 x 17 m (amplada mitjana capçada: 16,5 metres)
- Altitud sobre el nivell del mar: 321 m.[1]

## Aspecte general
L'hivern del 1986, una de les enormes branques de l'alzina va sucumbir al pes de la tofa de neu glaçada que s'hi havia arrapat. Avui l'arbre llueix la ferida d'aquell episodi i està en tractament per combatre l'atac d'insectes fitòfags.

## Accés
Es troba al costat de la masia de Can Mimó (avui restaurant i de propietat municipal), prop de la carretera BV-1211 de Vacarisses a Olesa de Montserrat. Des de Vacarisses, cal seguir la susdita carretera en direcció a Olesa. Passem sota la carretera de Terrassa a Manresa (C-58) i continuem recte. Cent metres abans de l'indicador del quilòmetre 4, tombem a la dreta per la pista de terra on hi ha les indicacions del restaurant Can Mimó. Passem sota l'autopista C-16 i arribem tot seguit a la casa. L'alzina és davant l'entrada principal. Coordenades UTM: 31T X0409570 Y4603538.